# Háború (film, 1994)
A  Háború (The War) egy 1994-ben bemutatott amerikai filmdráma Jon Avnet rendezésében, és Elijah Wood, Kevin Costner és Mare Winningham főszereplésével. A film alapja igaz történet, ami  Mississippi államban történt meg az 1970-es években.

## Szereposztás
- Elijah Wood – Stu Simmons (Magyar hangja: Halasi Dániel)
- Kevin Costner – Stephen Simmons (Magyar hangja: Szakácsi Sándor)
- Mare Winningham – Lois Simmons (Magyar hangja: Pap Vera)
- Lexi Randall – Lidia Simmons (Magyar hangja: Molnár Ilona)
- LaToya Chisholm – Elvadine
- Christopher Fennell – Billy Lipnicki
- Donald Sellers – Arliss Lipnicki
- Leon Sills – Leo Lipnicki
- Will West – Lester Lucket (Magyar hangja: Szalay Csongor)
- Bruce A. Young – Moe Henry (Magyar hangja: Crespo Rodrigo)
- Brennan Gallagher – Marsh
- Lucas Black – Ebb Lipnicki
- Christine Baranski – Miss Strapford
- Charlette Julius – Amber

További magyar hangok: Molnár Levente, Horváth Barbara, Kéri István, R. Kárpáti Péter, Sánta Orsolya, Seszták Szabolcs, Széles Tamás, Végh Ferenc

## Fordítás
- Ez a szócikk részben vagy egészben  a   The War (1994 film) című angol Wikipédia-szócikk fordításán alapul.  Az eredeti cikk szerkesztőit annak laptörténete sorolja fel. Ez a jelzés csupán a megfogalmazás eredetét és a szerzői jogokat jelzi, nem szolgál a cikkben szereplő információk forrásmegjelöléseként.

## További információ
- Háború a PORT.hu-n (magyarul)
- Háború az Internetes Szinkronadatbázisban (magyarul)
- Háború az Internet Movie Database-ben (angolul)
- Háború a Rotten Tomatoeson (angolul)
- Háború a Box Office Mojón (angolul)